# ترین (گروه موسیقی)
ترِین (به انگلیسی: Train) یک گروه موسیقی راک آمریکایی است که از سال ۱۹۹۳ در سان فرانسیسکو فعالیت می‌کند. عضو اصلی آن پاتریک موناهان است. این گروه برنده جایزه گرمی در سال‌های ۲۰۰۲ و ۲۰۱۱ شده‌است